# Джонелл Річардс
Джонелл Річардс  (англ. Jonelle Richards, 14 жовтня 1980) — новозеландська вершниця, олімпійська медалістка.

## Виступи на Олімпіадах
| Олімпіада   | Дисципліна           | Місце    |
| ----------- | -------------------- | -------- |
| Лондон 2012 | триборство, особисті | 30T r3/4 |
| Лондон 2012 | триборство, командні | 3        |

## Зовнішні посилання
- Досьє на sport.references.com [Архівовано 14 грудня 2012 у Wayback Machine.]

1. ↑  https://www.stuff.co.nz/sport/olympics/125744521/from-kerikeri-to-invercargill-where-new-zealands-tokyo-olympians-went-to-school